# Malé Hoste
Malé Hoste é um município da Eslováquia, situado no distrito de Bánovce nad Bebravou, na região de Trenčín. Tem 6,81 km² de área e sua população em 2018 foi estimada em 393 habitantes.

## Demografia
| Ano:        | 1994 | 2004   | 2014   | 2024   |
| ----------- | ---- | ------ | ------ | ------ |
| Broj ljudi: | 434  | 449    | 416    | 403    |
| Razlika:    |      | +3,45% | -7,34% | -3,12% |

| Ano:               | 2023 | 2024   |
| ------------------ | ---- | ------ |
| Número de pessoas: | 402  | 403    |
| Diferença:         |      | +0,24% |